# Jointjay
Jointjay (справжнє ім'я — Підбережний Ярослав Андрійович; нар. 8 липня 1994, м. Львів) — саунд-продюсер, лайв бітмейкер з міста Львів. Співзасновник хіп-хоп вечірок DVIR, учасник колективу «Ціна Ритму» та «Гоня». 

## Життєпис
Народився у Львові у 1994 році. 
У 2015 закінчив Львівський державний університет внутрішніх справ (бакалаврат).
У 2017 закінчив Львівський інститут менеджменту (магістратура). Спеціальність: Менеджмент-адміністрування/організації.
У 2010 році почав займатись брейкінгом, активно брав участь у локальних змаганнях в Україні, та представляв Україну на міжнародних змаганнях разом з командою Rebels Crew, таких як: «The Legits Blast, Outbtreak. 
Музичну діяльність розпочав у 2018-му. 
У 2020 році надихаючись своїми друзями та людьми у культурі, почав займатись бітмейкінгом. Вперше презентував свої біти у лайв форматі на «Kickit Anniversary 10 years.» Продюсував та співпрацював з такими артистами як: Гоня, Довгий Пес, Аппекс, PVNCH, Джонні Дивний, Dj Shon, Original Dizzy, AlexJazz, Тулим, Zombo. 
Брав участь у фестивалях: Брудний Пес 2023 (Київ), DVIR(Львів), Wicked Kickit(Львів), Label Joints(Львів), Prove Your Skills(Львів)(breaking competitions), Red Bull BC One Ukrainian Cypher(Київ)(breaking competitions).
Разом із формацією DVIR постійно проводить збори на потреби ЗСУ, зазвичай на дрони. Для цього проводяться концептуальні хіп-хоп вечірки, які містять у собі dj-sets та реп-перфоманси наживо.

## Дискографія

### Альбоми і міні-альбоми
- From Everywhere LP 2020
- Eternyty (feat. Wootabi) 2021 EP[13]
- Original Joint EP 2023 (feat. Original Dizzy)[6]
- Outbreak EP 2023[14]
- Dirt vol.1 2023 LP[15]
- Dusty Smoke Beats 2023 EP[16]
- Strictly Dope Delivery LP 2024 (feat. Dj Shon)[5]
- Tales of Rooftop 2024 LP[17]

### Сингли
- Довгий Пес & Хлопець (feat. Jointjay) — Ставка на імені [18]
- AlexJazz, Oksana Maslo, Jointjay — Геть![19]
- Довгий Пес & Jointjay — Ешкеричі[20]
- Jointjay — Way to Nagoya[21]
- Довгий Пес & Jointjay — Стріляє реп[22]
- Довгий Пес & Jontjay — Комендантська[23]
- D1331, БетБіт, Jointjay, original dizzy — на роботу[24]
- Довгий Пес, Jointjay — Кавова культура[25]
- Довгий Пес, аппекс, Jointjay — Дивлюсь на район з вікна[26]
- Jointjay, Джоні Дивний — Спринт (Remix)
- PVNCH, Jointjay — Динаміт (Jointjay Phonk Remix)[3]
- Jointjay — Your eyes[27]
- Pro Culture Crew, Довгий Пес, Jointjay — Avalanche (Jointjay remix)
- Jointjay — Action![28]
- Гоня & Jointjay — Як?[29]
- Гоня & Jointjay — Закрий свій рот
- Гоня & Jointjay — Голден Ейдж
- Гоня & Jointjay — Інферно
- Гоня & Jointjay — Тіло[30]
- Гоня & Jointjay — Лишитись тут[31]
- Гоня & Jointjay — Таким як ти [32]
- Гоня & Хлопець (feat.) Jointjay — Аквафреш